# 22 Kalliope
Kalliope (/kaˈli.o.pe/; denumirea de planetă minoră: 22 Kalliope) este un asteroid mare de tip M din centura de asteroizi descoperit de JR Hind pe 16 noiembrie 1852. Este numit după Calliope, muza greacă a poeziei epice. Este orbitat de un mic satelit numit Linus.

## Caracteristici

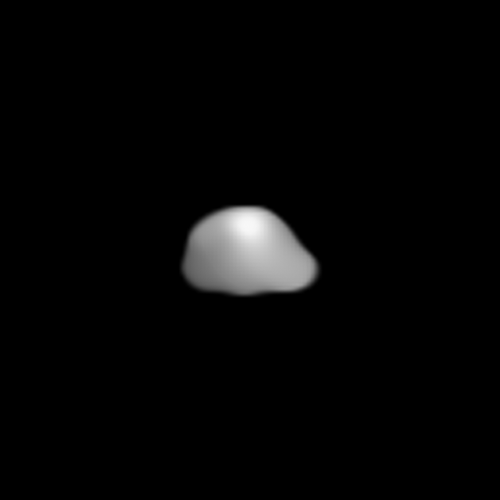
Imagine VLT a lui Kalliope

Kalliope este oarecum alungită, are aproximativ 166 km în diametru, și este ușor asimetric, așa cum demonstrează imaginile rezolvate realizate cu VLT la Observatorul European de Sud. Acest nou diametru, care a fost măsurat prin observarea eclipselor reciproce de Kalliope și Linus, este cu 8% mai mic decât cel calculat din observațiile IRAS. 
Spectrul lui Kalliope este de tip M, ceea ce indică faptul că suprafața sa poate fi compusă parțial din fier – nichel. Densitatea asteroidului este de aproximativ 3,4 g/ cm3.  Deoarece asteroidul este probabil o grămadă de moloz, o posibilă porozitate de 20–40% duce la o densitate a materialului de 4,2–5,8 g/cm 3, ceea ce înseamnă că Kalliope este probabil făcut dintr-un amestec de metal cu silicați.  Studiile spectroscopice au arătat, totuși, dovezi de minerale hidratate  și silicați,  care indică mai degrabă o compoziție pietroasă a suprafeței. Kalliope are, de asemenea, un albedo radar scăzut,  care este incompatibil cu o suprafață pur metalică.
Analiza curbei de lumină indică faptul că polul lui Kalliope indică cel mai probabil către coordonatele ecliptice (β, λ) = (−23°, 20°) cu o incertitudine de 10°,  care îi dă lui Kalliope o înclinare axială de 103°. Rotația lui Kalliope este apoi ușor retrogradă.
Între 2004 și 2021, s-a obsevat că 22 Kalliope a ocultat cincisprezece stele.

## Satelit
Kalliope are un satelit natural cunoscut, numit Linus sau (22) Kalliope I Linus. Este destul de mare –are aproximativ 28 km în diametru – și ar fi un asteroid considerabil în sine. Orbitează la aproximativ 1100 km de centrul lui Kalliope, echivalent cu aproximativ 13,2 raze a lui Kalliope.  Linus a fost descoperit pe 29 august 2001 de Jean-Luc Margot și Michael E. Brown, în timp ce o altă echipă condusă de William Merline a detectat, de asemenea, în mod independent, satelitul 3 zile mai târziu. 

## Prima ocultație stelară
Pe 7 noiembrie 2006, prima ocultație stelară făcută de satelitul unui asteroid (Linus) a fost observată cu succes de un grup de observatori japonezi  conform unei predicții făcute cu doar o zi înainte de Berthier și colab.  bazat pe mai mult de 5 ani de observații regulate ale sistemului binar Kalliope folosind sisteme optice adaptive pe telescoape de la sol. Coardele observate ale lui Linus oferă o oportunitate unică de a estima dimensiunea satelitului, care a fost estimată la 20-28 km.